# Watauga River

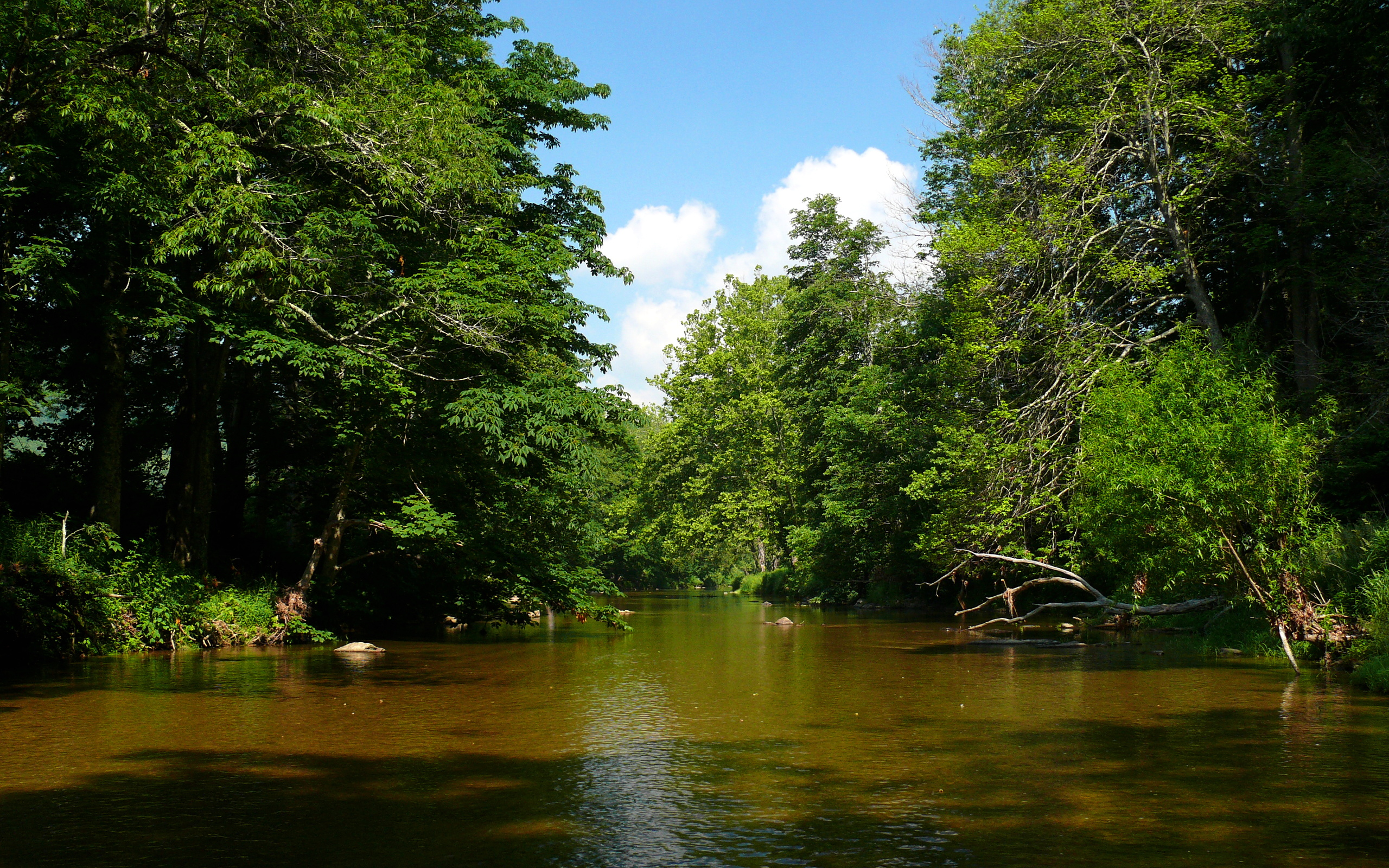
Rzeka Watauga w Karolinie Północnej

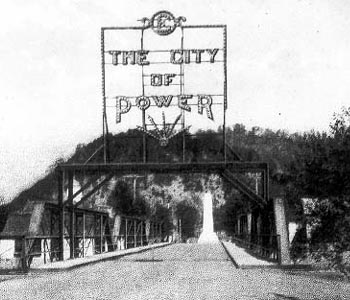
Zapora Wilbur i "City of Power"

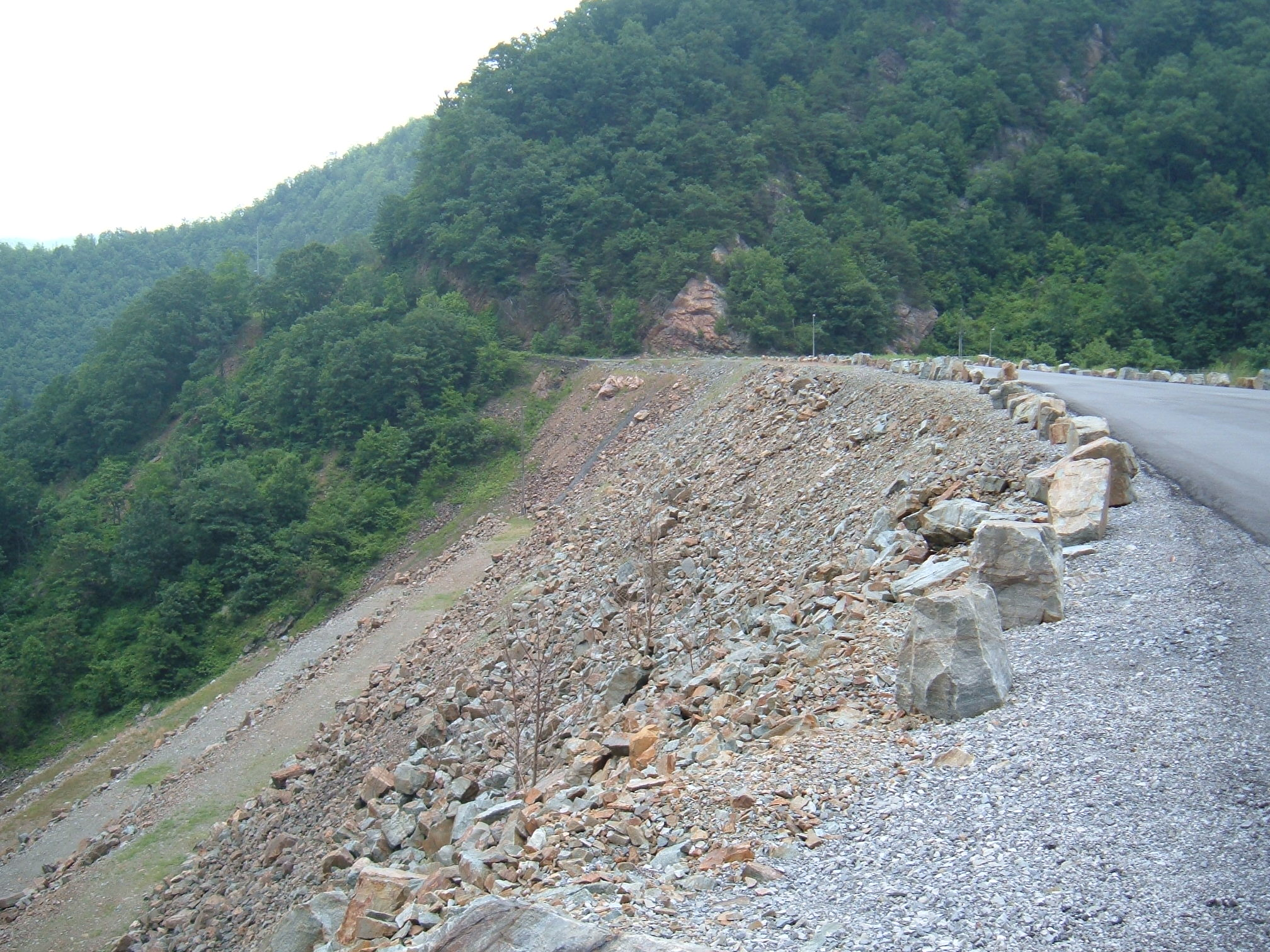
Skarpa zapory Watauga

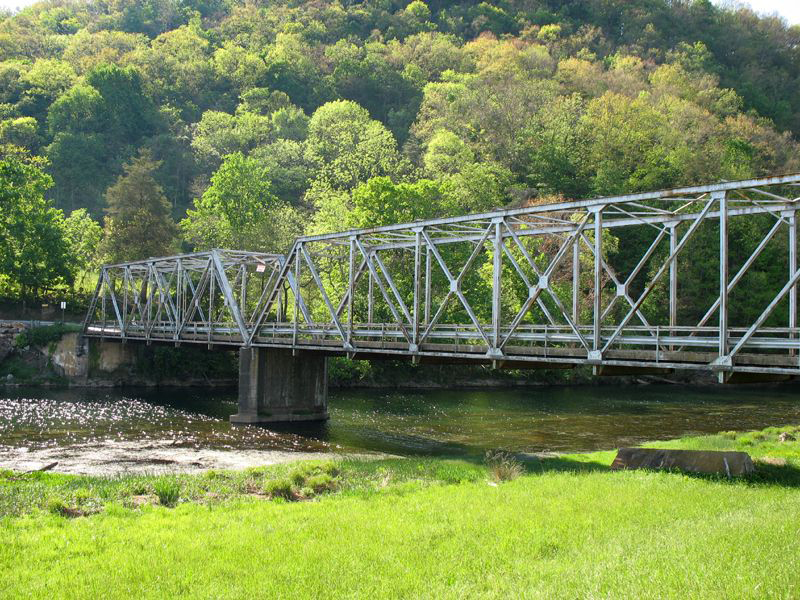
Most Siam nad Watauga River powyżej Elizabethton

Watauga River – rzeka w USA długości 97 km, mająca źródła u podnóża góry Grandfather w hrabstwie Watauga, w górzystych obszarach zachodniej Karoliny Północnej, a następnie wpadająca na tereny stanu Tennessee w hrabstwie Johnson i płynąca przez hrabstwa Carter i Washington.

## Informacje ogólne
Na terenie hrabstwa Johnson w Tennessee rzekę Watauga przegradza Zapora Watauga, tworząc zbiornik o nazwie Watauga Lake. W tym miejscy wpadają do zbiornika dwa ważne dopływy: rzeka Elk i potok Roan, których dawne doliny znacznie powiększają rozmiary Watauga Lake.
Zbiornik Watauga przecina droga stanowa nr. 67 w miejscu, gdzie nurt rzeki wpada do hrabstwa Carter. Szlak Appalachów przecina rzekę na wysokości Zapory Watauga. Zapora kieruje większość nurtu rzeki do turbin elektrowni wodnej zaopatrującej w energię elektryczną większość mieszkańców Doliny Rzeki Tennessee.
Poniżej Zapory Watauga, w zakolu rzeki zwanym Horseshoe znajduje się Zapora Wilbur, która tworzy mniejszy, ale bardzo głęboki zbiornik zwany Wilbur Lake, skąd w miesiącach letnich uchodzi do rzeki 3.7 m³ wody na sekundę. Widowiskowe porohy Bee Cliff (czasami określane mianem Anaconda Rapids) znajdują się pomiędzy Zaporą Wilbur a mostem Siam.
Watauga płynie generalnie na północ, by na terenie hrabstwa Carter skręcić na zachód i pod miejscowością Elizabethton połączyć się z rzeką Doe.
Rzeka tworzy znaczny odcinek linii granicznej pomiędzy hrabstwami Washington i Sullivan. Zapora Boone i jej zbiornik znajdują się poniżej miejsca, gdzie Watauga wpada do rzeki South Holston.

## Historia
Słowo "Watauga" pochodzi od Czirokezów, którzy tak nazywali kilka swoich osad, w tym również dzisiejsze Elizabethton, które pierwsi biali (m.in. Daniel Boone) nazwali "Starymi Polami Watauga" w 1759 roku. Większe czirokeskie miasto o nazwie Watauga znajdowało się nad rzeką Little Tennessee w pobliżu dzisiejszego Franklin. Czirokeskie słowo powinno być w zasadzie zapisywane jako Watagi, Watoda, Wattoogee, lub Whatoga. Strona internetowa Uniwersytetu Stanowego Karoliny Północnej (The Watauga Medal) podaje, że słowo "watauga" znaczy tyle, co "odległy kraj", ale według innych źródeł jest to "piękna rzeka" lub "piękna woda".
Pierwsi osadnicy w okolicach Nashville przybyli znad rzeki Watauga River, z terenów dzisiejszego hrabstwa Carter, które na własny użytek zwali Krainą Watauga.
Zapora Wilbur jest miejscem, gdzie wzniesiono pierwszą w stanie Tennessee (1909) elektrownię wodną. Elizabethton zyskało wówczas przydomek "City of Power", jako że jako pierwsze w okolicy miało dostęp do elektryczności.

## Wypoczynek
Rafting, kajakarstwo i wędkarstwo, to najpopularniejsze formy aktywnego wypoczynku nad rzeką Watauga. Pstrąg tęczowy, pstrąg potokowy i skalnik prążkowany to gatunki ryb najczęściej występujące w Wataudze. W miesiącach letnich, zarówno w północnowschodnim Tennessee jak i w zachodniej Karolinie Północnej, uprawiany jest rafting; wędkowanie możliwe jest przez cały rok.
Obie zapory regulują przepływ wody w rzece, której temperatura w miesiącach letnich nie przekracza 12 °C. Watauga świetnie nadaje się do uprawiania sportów wodnych, ale należy strzec się przed hypotermią możliwą podczas dłuższego obcowania z zimną wodą.
Nad rzeką, poniżej Zapory Watauga znajduje się pole namiotowe Watauga Dam Tailwater Campground posiadające 29 stanowisk z podłączeniami do prądu; na miejscu znajdują się toalety z bieżącą wodą ciepłe natryski; nie brak też ramp do spuszczania łodzi.